# 上片桐站
上片桐站（日语：／ Kami-katagiri eki */?）是位於日本長野縣下伊那郡松川町上片桐，屬於東海旅客鐵道（JR東海）飯田線的車站。

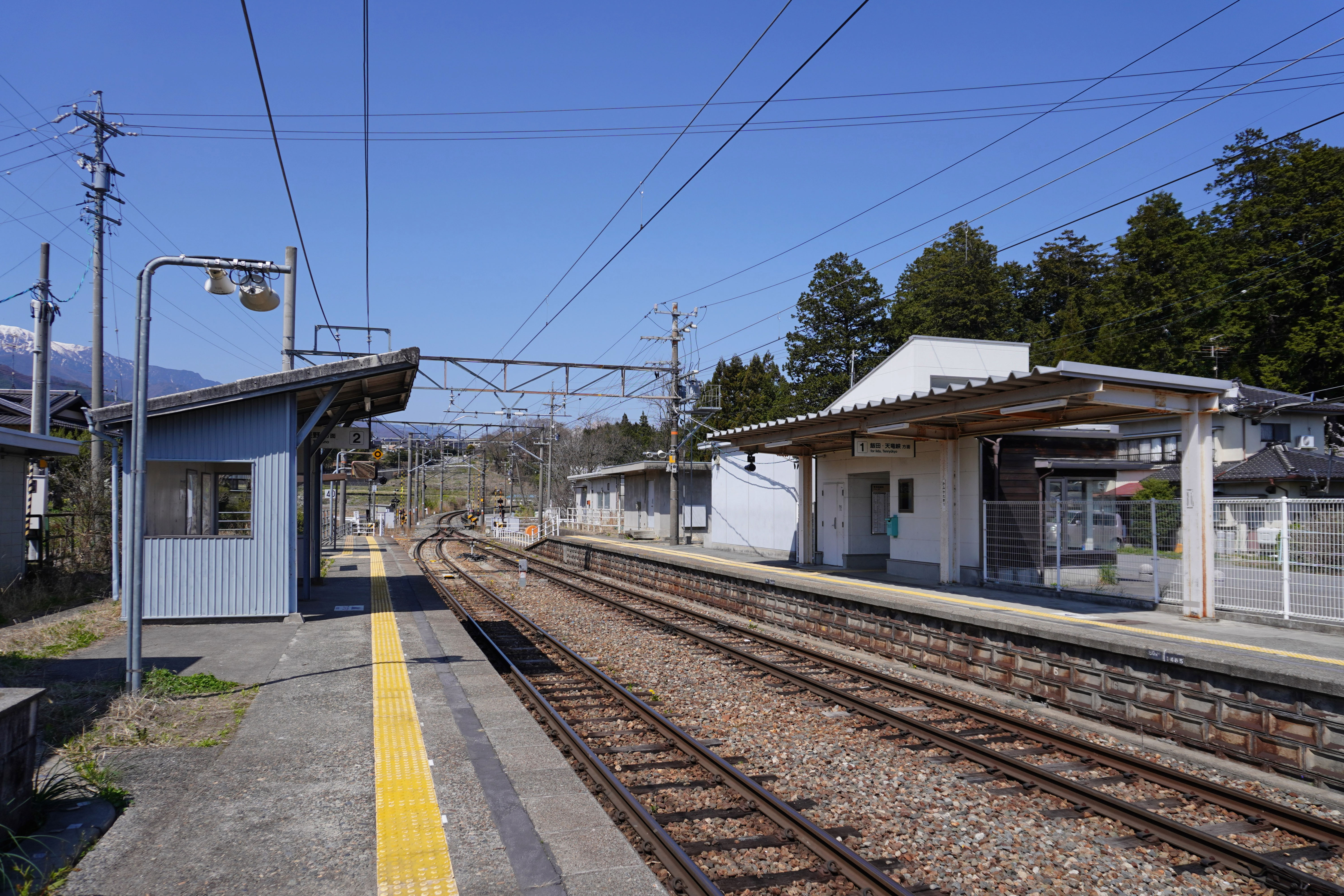
月台(2023年4月)

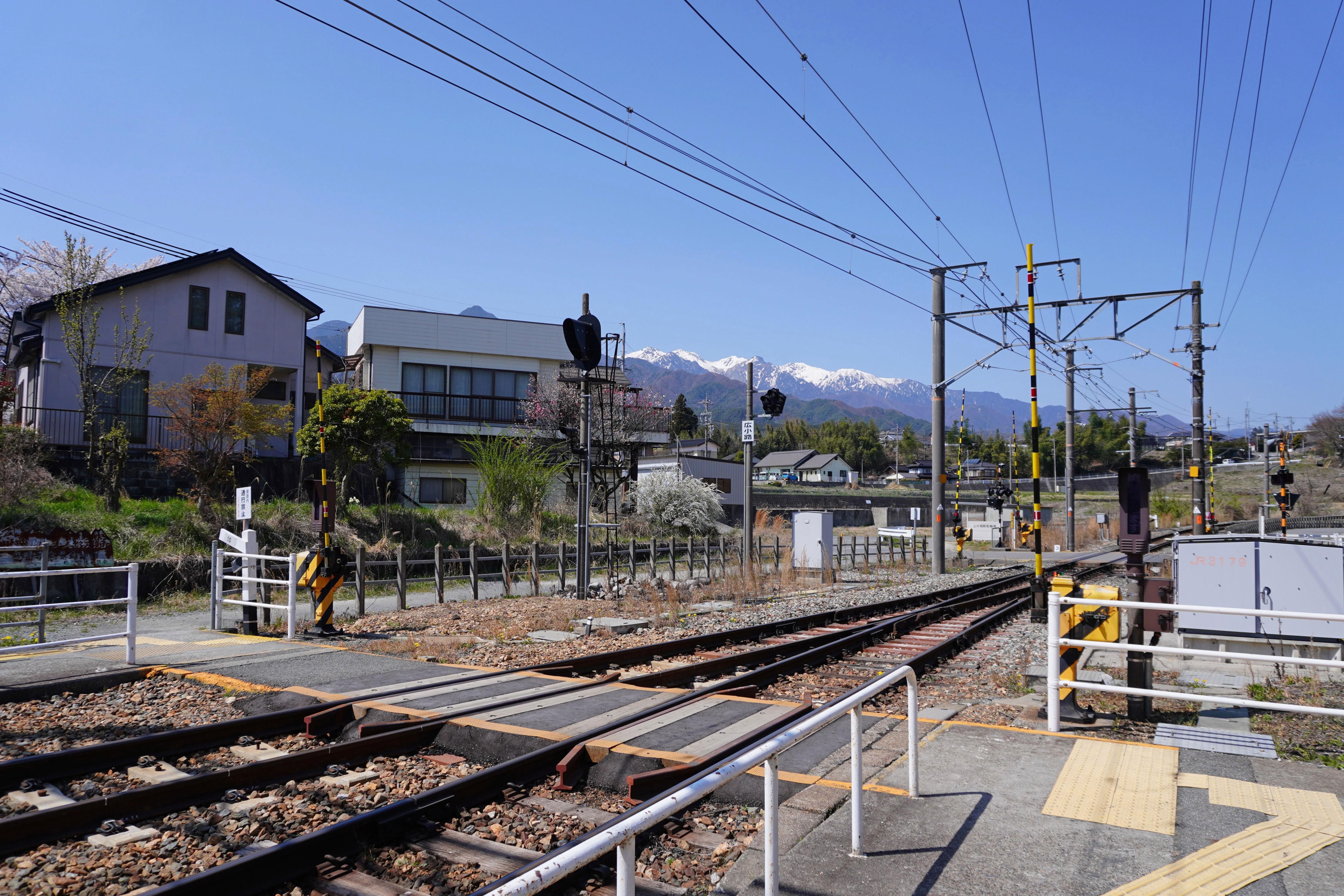
平交道(2023年4月)

## 車站構造
本站為擁有相對式月台2面2線的地面車站，可進行列車交會。本站是由伊那市站管理的無人站。站內設有候車室，車站北面有一條專用線，但在1996年後便停用。

### 月台配置
| 月台 | 路線   | 方向             | 目的地   |
| ---- | ------ | ---------------- | -------- |
| 1    | 飯田線 | 飯田、天龍峽方向 |          |
| 2    | 飯田線 | 下行             | 辰野方向 |

## 車站周邊
- 松川的士
- 長野縣松川高等學校
- 太平洋水泥上片桐服務站

## 历史
- 1920年（大正9年）11月22日 - 伊那電氣鐵道線高遠原站至上片桐站延伸段啟用。新設上片桐站終點站。
- 1922年（大正11年）7月13日 - 伊那電氣鐵道線上片桐站至伊那大島站延伸段啟用。成為一個中途站。
- 1943年（昭和18年）8月1日 - 伊那電氣鐵道線國有化，成為國鐵飯田線車站。
- 1971年（昭和46年）12月1日 - 行李起卸服務停止，不包括専用線的貨物。
- 1987年（昭和62年）4月1日 - 因國鐵分割民營化，本站成為東海旅客鐵道的車站。
- 1994年（平成6年）3月1日 - 成為無人站。
- 1996年（平成8年）3月 - 所有行李起卸服務停止。
- 1997年（平成9年）11月1日 - 日本貨物鐵道車站停止。
- 2009年（平成21年）2月 - 站舍改建。由木造站舍改為鐵骨製候車室。

## 相鄰車站
東海旅客鐵道
 飯田線
■快速「水篶」
伊那大島－上片桐－七久保
■普通
伊那大島－上片桐－伊那田島